# Mycteroperca venenosa
Mycteroperca venenosa (Linneo, 1758) è un pesce osseo marino appartenente alla famiglia Serranidae.

## Distribuzione e habitat
Questa specie è distribuita nell'oceano Atlantico occidentale tropicale e subtropicale e nei bacini ad esso afferenti. Lungo le coste atlantiche giunge a nord fino alla Florida (raramente alla Carolina del Nord)  e a sud alla Guyana francese, è assente nell'area della foce del Rio delle Amazzoni e ricompare più a sud lungo la costa brasiliana fra il Maranhão e lo stato di San Paolo, comprese le isole Trinidade e Fernando de Noronha. É presente anche alle Bermuda e alle Bahamas, nel Golfo del Messico a sud delle Florida Keys (raramente a nord fino all'Alabama) e in tutto il mar dei Caraibi.
È una specie legata alle barriere coralline ma in modo non esclusivo, si trova comunemente infatti anche su fondi duri di altro tipo. I giovanili vivono soprattutto in praterie di fanerogame marine del genere Thalassia. Talvolta viene catturata su fondali fangosi, soprattutto nel golfo del Messico.
È stata osservata tra 2 e 137 metri di profondità, comunemente si incontra fra 5 e 35 metri.

## Descrizione
Ha l'aspetto tipico delle cernie. La colorazione è variabile; fondamentalmente chiara con macchie scure irregolari di forma approssimativamente ovale sparse su testa, corpo e pinne. Il colore delle macchie va da rossastro negli esemplari che vivono in profondità a bruno verdastro in quelli più superficiali, talvolta sono molto scure o quasi nere. Il terzo posteriore della pinna pettorale è giallo..
La lunghezza massima è di circa un metro e il peso massimo noto è di 18, 5 kg. Comunemente la taglia degli esemplari si aggira sui 50 cm.

## Biologia
La longevità massima nota è di 31 anni.

### Comportamento
Spesso riposa sul soffitto delle grotte sottomarine.

### Alimentazione
Si nutre prevalentemente di pesci corallini (riportata in letteratura la predazione su Abudefduf saxatilis, Acanthurus bahianus, Aulostomus maculatus, Caranx ruber e Chromis cyanea) e di cefalopodi tra i quali Sepioteuthis sepioidea.

### Riproduzione
È ermafrodita proterogino, il cambiamento di sesso avviene a circa 80 cm di lunghezza. Forme aggregazioni al momento della riproduzione; la deposizione delle uova avviene e a qualche decina di metri di profondità, dalla fine dell'inverno all'estate. Le femmine raggiungono la maturità sessuale a 4-5 anni di età e una lunghezza di circa 50 cm.

## Pesca
Si tratta di una specie soggetta a intensa pesca, sia commerciale che sportiva. Il suo consumo causa spesso la ciguatera e nelle zone dove è tossica non viene né pescata né consumata, nelle altre è invece molto apprezzata.

## Conservazione
Le popolazioni sono declinate del 30% circa dagli anni '80 a causa della sovrapesca. Particolarmente dannosa è la pesca durante il periodo riproduttivo che prende di mira le aggregazioni nuziali. Per la tutela della specie sono state istituite aree in cui la pesca è vietata e divieti di pesca durante il periodo riproduttivo ma si ritiene che queste misure siano implementate ancora in maniera insufficiente. È stata osservata la predazione di individui giovanili da parte di specie invasive del genere Pterois. Per questi motivi la lista rossa IUCN classifica la specie come "prossima alla minaccia".